# Ryōta Tagashira
Ryōta Tagashira (japanisch 田頭 亮太 Tagashira Ryōta; * 7. Februar 2002 in der Präfektur Tokio) ist ein japanischer Fußballspieler.

## Karriere
Ryōta Tagashira erlernte das Fußballspielen in der Jugend des Nerima FC, in der Schulmannschaft der Higashi Fukuoka High School sowie in der Universitätsmannschaft der Tōyō-Universität. Vom 12. Mai 2023 bis Saisonende 2023 wurde er von der Universität an den Zweitligisten Thespakusatsu Gunma ausgeliehen. Sein Zweitligadebüt gab Tagashira am 9. Juli 2023 (25. Spieltag) im Heimspiel gegen Ōmiya Ardija. Bei dem 2:0-Heimerfolg wurde er in der 74. Minute für Chie Edoojon Kawakami eingewechselt. Während seiner Ausleihe bestritt er vier Ligaspiele. Nach der Ausleihe wurde er von Thespakusatsu am 1. Februar 2024 fest unter Vertrag genommen. Am Ende der Saison 2024 musste er mit dem Verein als Tabellenletzter den Weg in die Drittklassigkeit antreten.